# Autoridad Nigeriana de Televisión

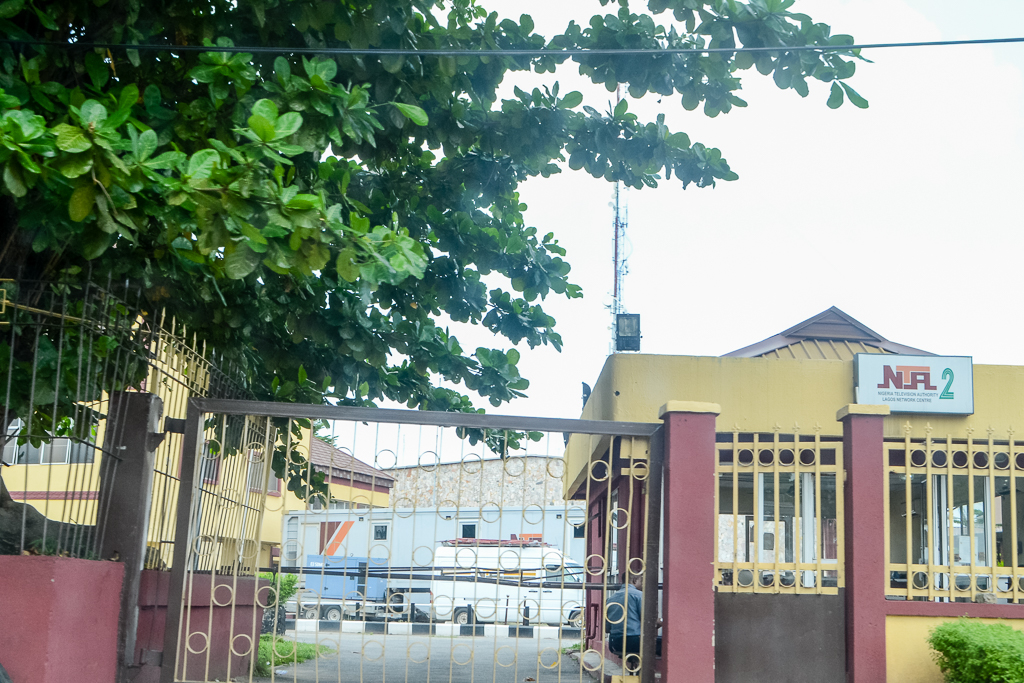
Sede de la Autoridad Nigeriana de Televisión

La Autoridad Nigeriana de Televisión - también conocido como NTA - fue inaugurado en 1977 y es el organismo estatal encargado de la radiodifusión de televisión en Nigeria. La NTA pretende ejecutar la mayor cadena de televisión en África con estaciones en varias partes. Anteriormente conocido como Televisión de Nigeria (NTV), la red comenzó con una toma de control de las estaciones de televisión regionales en 1976 por las autoridades militares luego de Nigeria, y es ampliamente considerada como la auténtica voz del gobierno nigeriano.

## Fondo
El primer director general oficial fue Vicente Maduka, un exingeniero. Antes de su nombramiento Maduka fue Gerente General de Western Nigeria Televisión, Ibadán, que fue la primera estación de televisión de África. La NTA ha sido criticado por los artistas tales como Becky Umeh para presionar a los artistas para alinear su expresión con los objetivos de propaganda gubernamental. The Guardian en su editorial del domingo 18 de octubre de 2009 declaró "La televisión de propiedad del gobierno federal red, la Autoridad Televisión Nigeria, (NTA) es sin duda el más grande de su tipo en África, pero aún es tener la libertad operativa necesaria para maximizar su potencial ". Sin embargo, el monopolio de la NTA en el espacio aéreo de Nigeria se rompió a mediados de la década de 1990 con el establecimiento de estaciones y cadenas de televisión de propiedad privada, entre los que destaca la Independent Television África.

## Historia
La televisión comenzó a transmitir el 31 de octubre de 1959 bajo el nombre de Nigeria Gobierno Broadcasting Corporation Occidental (WNTV). Se basaba en Ibadán y fue la primera estación de televisión en África tropical. Otras partes del norte de África ya tenían un canal de televisión.

### Estaciones fusionadas
- 1962 Radio-Televisión Kaduna / Radio Kaduna Televisión (RKTV) fue establecido. Se basaba en Kaduna y fue operado por la Compañía de Radiodifusión del Norte de Nigeria. RKTV también proporcionó cobertura para los estados del norte central. Más tarde, en 1977 fue rebautizado NTV-Kaduna.

- 1962 El nigeriano Broadcasting Corporation (NBC) se estableció; que era un servicio de propiedad del gobierno federal. Con sede en la ciudad de Lagos se transmitió a los estados del suroeste.

- 972 MidWest TV se estableció como locutor de televisión en Port Harcourt. Esto se llevó a cabo por el gobierno estatal en Benín.

- 1974 Benue-Plateau Television Corporation (BPTV) se estableció y se basó en Jos. Fue la primera estación de televisión para lanzar emisiones regulares de color / permanentes en África. Las transmisiones de prueba de color iniciado el 1 de octubre de 1975. BPTV se volvió a la marca de NTV-Jos.

- Desde mayo de 1977 todas las emisoras de televisión estatales nombrados anteriormente se fusionaron y re-marca Nigeriana de Televisión (NTV) y son ahora propiedad de la Autoridad Nigeriana de Televisión. [4]

## NTA centros de emisión
- NTA Aba
- NTA Abeokuta
- NTA Abuya
- NTA Plus Abuya
- NTA Ado-Ekiti
- NTA Akure
- NTA Asaba
- NTA Awka
- NTA Bauchi
- NTA Benín
- NTA Birnin-Kebbi
- NTA Calabar
- NTA Damaturu
- NTA Dutse
- NTA Enugu
- NTA Gombe
- NTA Gusau
- NTA Ibadán
- NTA Ife
- NTA Ijebu-Ode
- NTA Ilorin
- NTA International
- NTA Jalingo
- NTA Jos
- NTA Kaduna
- NTA Kano
- NTA Katsina
- NTA 2 Channel 5 Lagos
- NTA Channel 10 Lagos
- NTA Lafia
- NTA Lokoja
- NTA Maiduguri
- NTA Makurdi
- NTA Minna
- NTA Ondo
- NTA Osogbo
- NTA Owerri
- NTA Port Harcourt
- NTA Sokoto
- NTA Uyo
- NTA Yenagoa
- NTA Yola
- NTA Sapele
- NTA Education
- NTA Sports